# Peter Grant (manager)
Pour les articles homonymes, voir Peter Grant.
Peter Grant (5 avril 1935 – 21 novembre 1995) est un manager britannique. Il a notamment managé les groupes The Yardbirds, Led Zeppelin et Bad Company, en plus d'avoir dirigé le label de musique Swan Song Records, créé en 1974 par Led Zeppelin. Il est considéré comme l'un des managers les plus influents de l'histoire du rock, et a notamment permis une amélioration des conditions financières et artistiques des musiciens face aux maisons de disques et promoteurs.

## Biographie
Peter Grant est né à South Norwood, dans la banlieue sud de Londres. Sa mère, Dorothy Grant, était secrétaire. Il commence ses études à la Sir Walter Saint John School à Grayshott, et les termine à la Charterhouse School à Godalming. Après la guerre, il retourne vivre à Norwood, puis quitte le foyer à 13 ans pour Croydon, où il travaille dans une usine de tôlerie. Après quelques semaines, il démissionne et va travailler en tant que photographe pour l'agence de presse Reuters sur Fleet Street. Grant est très vite attiré par l'industrie du divertissement, et devient machiniste pour le Croydon Empire Theatre jusqu'en 1953 ; toutefois il doit participer au service militaire pour l'armée anglaise (d'une durée d'un an), et y atteint le rang de caporal. À son retour, il enchaîne les petits boulots et finit par travailler comme videur et portier au bar londonien le 2i's Coffee Bar, où Cliff Richard, Adam Faith et Tommy Steele (entre autres) ont fait leurs débuts. Le copropriétaire du bar, le lutteur australien Paul Lincoln, suggère à Peter Grant de combattre à la télévision sous les noms « Comte Massimo » ou « Comte Bruno Alassio de Milan », afin d'utiliser ses 1,96 m et 130 kg à bon escient. Peter Grant s'intéresse alors au cinéma, et est embauché en tant qu'acteur à petits rôles, cascadeur ou doubleur ; on peut notamment l'apercevoir dans Les Canons de Navarone et dans quelques épisodes de la série télévisée du Saint.
En 1963, Grant est embauché comme directeur de tournée par le promoteur Don Arden. Il organisera les tournées britanniques de nombreuses pointures du rock 'n' roll, comme Bo Diddley, The Everly Brothers, Brian Hyland, Chuck Berry, Eddie Cochran, Gene Vincent et The Animals. En 1964, il commence à manager pour son compte, et prend en charge The Nashville Teens, The She Trinity, The New Vaudeville Band, Jeff Beck, Terry Reid et Stone the Crows. Il entre en coopération avec son ami Mickie Most (producteur qui a travaillé avec lui au 2i's club), et tous deux installent leur bureau au 155 Oxford Street. Ils créent ensemble le label RAK Records, qui obtient un succès notable en produisant plusieurs artistes bien vendus des années 1970, comme Joan Jett.
À la fin de l'année 1966, Simon Napier-Bell délègue à Grant le management des Yardbirds, en difficultés financières malgré leurs tournées incessantes. Mickie Most avait suggéré à Napier-Bell que Grant serait un atout pour les Yardbirds, mais il arrive trop tard pour sauver le groupe. Cependant, l'expérience lui apprend beaucoup de choses sur le métier, qu'il utilise plus tard avec Led Zeppelin. Il explique :

« Quand j'ai commencé à travailler avec les Yardbirds, ils n'étaient pas au top du hit-parade, mais ils étaient populaires auprès de la jeunesse et de la scène underground américaine. Au lieu d'essayer de les faire passer dans les radios du Top 40, j'ai réalisé qu'il y avait un autre marché. Nous avons été les premiers Anglais à jouer dans des salles comme le Fillmore. La scène était en pleine évolution. »

L'approche sensée de Grant envers les promoteurs et sa nature persuasive permettent pour la première fois aux Yardbirds de gagner de l'argent en faisant des concerts. Il est proche d'eux, et veille toujours à ce que les coûts soient réduits au minimum, que les membres soient payés à temps, et que le groupe conserve le contrôle artistique. Contrairement à la majorité des managers de l'époque qui mettent rarement les pieds dans des salles de concert, l'approche de Grant est d'ordre pratique : c'est un homme de terrain, pas un homme de bureau.

## L'époque Led Zeppelin
Voir aussi Led Zeppelin

### Arrivée dans le groupe
En 1968, les Yardbirds se séparent après le départ de tous les membres, excepté Jimmy Page. Toutefois, le groupe est toujours sous contrat avec sa maison de disques, et doit terminer sa tournée ; Page (qui, étant le seul membre, représente donc le groupe) se trouvant en Suède, fait alors appel à Robert Plant, John Bonham et John Paul Jones, qu'il a rencontrés au cours de ses sessions d'enregistrement ou lors de concerts. Initialement baptisée The New Yardbirds, la formation devient Led Zeppelin à la fin de sa tournée européenne, et Grant y occupe le poste de manager. Une forte relation de confiance s'est installé alors entre le groupe et Grant, à tel point qu'ils n'ont pas signé de contrat ensemble : tout se fait à la suite d'un accord à l'amiable.

### Une nouvelle vision du management
Led Zeppelin n'aurait pas obtenu un tel succès sans Peter Grant,. Alors qu'en octobre 1968, le quartet, encore totalement inconnu et n'ayant pas produit de disque, répète à Londres, Grant s'envole pour les États-Unis et décroche un contrat de cinq ans avec l'un des plus importants labels au monde, Atlantic Records, qui lui avance 200 000 € pour la production de leur premier album. De retour à Londres, il réunit les musiciens en studio, et une semaine plus tard, le disque est produit.
Grant est fermement convaincu que les groupes peuvent gagner plus d'argent et avoir un plus grand mérite artistique en concentrant leurs efforts sur la production d'albums plutôt que de singles (car globalement, seuls les succès comptent à l'époque.) Ainsi, le groupe se concentre sur la production de vinyles 33 tours, ce qui est peu commun à l'époque. En effet, la radio ayant pris une importance décisive dans la notoriété d'un groupe, beaucoup de groupes préfèrent sortir des singles 45 tours pour vendre les singles entendus à la radio.
Grant juge également que les concerts sont plus importants que les apparitions télévisuelles – si l'on voulait voir Led Zeppelin, il fallait aller les voir de ses propres yeux. Par conséquent, Led Zeppelin n'a jamais été très porté sur la promotion : les interviews sont rares, les apparitions à la télévision encore plus. Cela contribue au mystère qui suit le groupe tout au long de sa carrière, et lui est, finalement, bénéfique,.
Le grand succès de Led Zeppelin aux États-Unis peut donc être crédité à l'instinct de Peter Grant vis-à-vis du public américain et du vaste mouvement underground qui traverse le pays. Sa connaissance de la scène américaine permet au groupe d'être à l'avant-garde de ce nouveau marché. En conséquence, la majorité des concerts du groupe sont réalisés aux États-Unis, ce qui génère d'importants revenus à ses membres : Peter Grant s'assure d'ailleurs toujours que la majeure partie des bénéfices va au groupe plutôt que dans celles des promoteurs et autres agents de réservation ; il aurait réussi à obtenir 90 % des fonds de grille de concerts pour le groupe, un exploit sans précédent. Par cette approche, il établit une nouvelle façon de manager les artistes, pionnier du passage du pouvoir des agents et des promoteurs aux artistes et aux managers.
De plus, la détermination de Grant à protéger les intérêts financiers de Led Zeppelin s'est également reflétée par des mesures parfois inhabituelles qu'il prend pour lutter contre l'enregistrement non autorisé de bootlegs. Il rend parfois visite à plusieurs disquaires de Londres qui vendent des enregistrements pirates de Led Zeppelin et exige que toutes les copies lui soient remises. Il surveille également la foule durant les concerts de Led Zeppelin, à la recherche de tout ce qui peut ressembler à du matériel d'enregistrement, ce qui donne parfois lieu à des malentendus : lors d'un concert à Vancouver en 1971, il voit ce qui lui semble du matériel d'enregistrement sur le plancher, et s'assure de sa destruction, pour apprendre plus tard qu'il s'agit d'un mesureur de pollution sonore exploité par les employés de la commune pour mesurer le volume du concert. Il est également vu en train de jeter un seau d'eau sur du matériel pirate au festival de Bath, en 1970,. La scène du film The Song Remains the Same où l'on voit Grant dans les loges demandant une explication au personnel par rapport à la vente illégale d'affiches est représentative de sa manière de traiter avec les gens tentant de faire des bénéfices au détriment du groupe.
Mais Grant est également reconnu pour la foi complète et sans faille qu'il place en Led Zeppelin. Contrairement à beaucoup de managers contemporains, il ne porte jamais atteinte au groupe en l'exploitant. Cela est passé par exemple par la décision de ne jamais sortir de single au Royaume-Uni, par respect de la volonté du groupe de développer un certain concept de l'album dans son entier. Comme l'a expliqué John Paul Jones :

« Peter nous faisait confiance pour que l'on fasse de la musique ensemble, et gardait à distance tous les autres, s'assurant bien que nous avions l'espace qu'il nous fallait, sans aucune ingérence de quiconque - presse, maisons de disques, promoteurs. Nous étions ses seuls clients, et il pensait que tant que nous faisions les choses bien, il était bon aussi. Il a toujours pensé que nous allions avoir un énorme succès, et les gens ont fini par avoir peur de nous manquer s'ils n'étaient pas d'accord avec ses conditions. »

L'expérience passée de Grant avec des vedettes telles que Jerry Lee Lewis ou Gene Vincent lui a également donné une grande habileté à gérer le tohu-bohu qui submerge souvent Led Zeppelin, notamment pendant les tournées. Peter Grant a affirmé que « Led Zeppelin s'occupe de la musique, je m'occupe de tout le reste - et si cela doit passer par des mesures musclées pour faire notre chemin, alors qu'il en soit ainsi. »

« Peter Grant, ancien videur et lutteur fut, à bien des égards, le corps et les muscles du dirigeable de plomb. Ses 1 mètre 96 et 130 kilos lui assuraient une présence intimidante pour maintenir l'ordre et la sécurité. Sa raison d'être était simple : protéger le groupe et ses finances. Un photographe ou vendeur contrebandier pris sur le fait avait beaucoup de chance s'il ne s'en sortait qu'avec un blâme verbal et la confiscation des produits illégaux. »

Cependant, même s'il est décrié pour sa main lourde et ses techniques d'intimidation, les biographes de Grant Lewis et Pallet affirment qu'« il était généralement tenu en haute estime par ceux avec qui il a été en contact ». D'après John Paul Jones, « Peter était un homme très sensible. Il était très, très intelligent. Les gens ne tiennent compte que sa taille et de sa réputation, mais en vérité il n'a jamais eu à utiliser sa carrure. Il pouvait convaincre n'importe qui. »
Peter Grant est la force motrice dans la création du label Swan Song Records en 1974, qui donne à Led Zeppelin le contrôle financier et artistique de ses produits. Bien qu'initialement il ne s'occupe que de Led Zeppelin, il devient plus tard manager d'autres groupes signés par Swan Song Records, comme Bad Company ou Maggie Bell. En 1975, il rejette l'offre alléchante de manager de Queen. Quand on lui demande quelle est la chose la plus importante pour manager un groupe, il répond qu'il faut « savoir dire non ». En 1977, le Colonel Parker lui demande de diriger la tournée européenne d'Elvis Presley, mais celui-ci meurt le 16 août 1977 alors que les négociations ont commencé.

### L'incident d'Oakland
En 1977, Grant autorise le directeur de tournée de Led Zeppelin Richard Cole à embaucher John Bindon (en) comme coordinateur de la sécurité pour la tournée américaine. Toutefois, à la fin de la tournée, le 23 juillet 1977, un incident arrive. C'est lors du premier concert à l'Oakland Coliseum : à l'arrivée du groupe au stade, Bindon aurait poussé un membre de l'équipe du promoteur Bill Graham (un des plus prestigieux du pays) pour permettre au groupe de passer dans les coulisses. La tension monte alors pendant la journée, et alors que Grant et Bindon marchent dans les coulisses vers la fin du concert, des insultes pleuvent entre ceux-ci et Jim Downey, le chef d'équipe de la salle. Finalement, Blindon frappe Downey qui tombe inconscient. Quelques minutes après, un autre incident survient dans les coulisses : Jim Matzorkis, un agent de sécurité de Graham, est accusé d'avoir giflé le fils de onze ans de Peter Grant, après que celui-ci a retiré la pancarte d'une loge. Le conflit dégénère, et Peter Grant, Richard Cole, John Bindon et John Bonham se jettent sur Jim Matzorkis. Le second concert de Led Zeppelin à Oakland ne peut avoir lieu qu'après que Bill Graham a signé une lettre d'indemnisation écartant Led Zeppelin de toute responsabilité pour l'incident de la nuit précédente. Toutefois Graham refuse d'honorer la lettre car, selon ses conseils juridiques, il n'est pas tenu d'accepter les termes du contrat. Le lendemain matin, les membres du groupe sont réveillés par la police : Graham a porté plainte. Bindon, Cole, Grant et Bonham bénéficient d'une liberté sous caution et finissent la tournée jusqu'au 26 juillet à La Nouvelle-Orléans. À la fin de la tournée, Graham leur demande deux millions de dollars d'indemnités,. Après des mois de querelle juridique, Led Zeppelin accepte de reverser la somme et tous les quatre plaident sans contester, écopant de courtes peines de prison avec sursis et d'amendes. À son retour en Angleterre, Bindon est congédié par le groupe. Peter Grant déclare plus tard qu'embaucher Bindon a été la pire erreur qu'il a jamais faite de toute sa carrière de manager,.

## Après Led Zeppelin
De nombreux évènements ont fait des ravages sur la santé de Peter Grant : ses problèmes conjugaux, son diabète, son addiction à la cocaïne et le décès accidentel de John Bonham. Après la séparation officielle de Led Zeppelin en 1980 et la fin de Swan Song Records en 1983, il se retire du monde de la musique et s'installe au Horselunges Manor, dans le Sussex de l'Est, immense bâtisse construite au Moyen Âge que l'on aperçoit au début du film The Song Remains the Same. Fidèle par delà la mort à son amitié avec John Bonham, il s'occupe de son fils Jason Bonham et lance sa carrière de batteur professionnel en lui faisant intégrer les rangs d'Airrace.
Vers la fin de sa vie, Grant parvient à se débarrasser de ses addictions et à perdre beaucoup de poids. Sa première apparition publique depuis de nombreuses années est en 1989, avec Jimmy Page à un concert de Frank Sinatra au Royal Albert Hall. Grant vend ensuite ses biens, déménage vers Eastbourne, où on lui offre le poste de magistrat civil local au conseil municipal qu'il refuse. En 1992, il joue un cardinal dans le film Carry On Colombus ; dans ses dernières années, Grant devient un conférencier d'honneur à des conférences de management comme In The City, où il est salué par ses pairs.
L'après-midi du 21 novembre 1995, alors qu'il conduit avec son fils en se rendant chez lui à Eastbourne, Grant est victime d'une crise cardiaque qui lui est fatale. Il a 60 ans. Il est enterré le 4 décembre 1995 au cimetière Saint-Pierre, à Hellingly. Son éloge funèbre est lue par son ami de longue date, Alan Callan. Grant a un fils, Warren (né en 1966), et une fille, Helen (née en 1964). Helen Grant a été mariée au fondateur des groupes The Moody Blues et Wings, Denny Laine.

## Hommage et récompenses
Grant est reconnu pour avoir été un grand manager ayant largement amélioré les conditions des artistes. D'après le journaliste Mat Snow, « Peter Grant jouit d'une fière position dans la panthéon des légendaires managers de rock ». Robin Denselow, journaliste du Guardian, a affirmé que « Peter Grant était le manager le plus notable et le plus influent de l'histoire du rock ». Phil Everly, des Everly Brothers, admet que « sans ses efforts, les musiciens n'auraient jamais eu de carrières. Il est le premier à s'assurer que les artistes passent avant tout, qu'ils soient vraiment payés, et payés convenablement. »
Chris Dreja, que Grant a managé avec les Yardbirds, rapporte :

« Nous devons beaucoup à cet homme. Il a inversé la balance du côté des musiciens… Sa vision était incroyable. Son dévouement était à Led Zeppelin, et avec lui ils bénéficiaient d'un outil très puissant. »

De même, Jimmy Page a décrit Peter Grant comme pionnier dans son style de management, expliquant que « Peter avait changé la dynamique existante entre les groupes, les managers et les promoteurs. C'était un manager superbe et avisé. »
En 1996, le prix d'excellence des managers du Music Managers Forum (MMF) a été rebaptisé prix Peter Grant en son honneur.